# Afroleptomydas
Afroleptomydas är ett släkte av tvåvingar. Afroleptomydas ingår i familjen Mydidae.

## Dottertaxa tillAfroleptomydas, i alfabetisk ordning[1]
- Afroleptomydas angolensis
- Afroleptomydas anomalus
- Afroleptomydas anthophilus
- Afroleptomydas anuliventris
- Afroleptomydas apiformis
- Afroleptomydas apricus
- Afroleptomydas aquilus
- Afroleptomydas aridicolus
- Afroleptomydas bezzianus
- Afroleptomydas boothi
- Afroleptomydas braunsi
- Afroleptomydas browni
- Afroleptomydas campestris
- Afroleptomydas campsomeroides
- Afroleptomydas capensis
- Afroleptomydas capicolus
- Afroleptomydas cognatus
- Afroleptomydas consanguineus
- Afroleptomydas damarensis
- Afroleptomydas fasciatus
- Afroleptomydas femoralis
- Afroleptomydas flavidorsalis
- Afroleptomydas flavigenualis
- Afroleptomydas flavirostris
- Afroleptomydas flavitibialis
- Afroleptomydas gessi
- Afroleptomydas gigantulus
- Afroleptomydas griquaensis
- Afroleptomydas hirtipes
- Afroleptomydas humeralis
- Afroleptomydas inhacae
- Afroleptomydas inopinus
- Afroleptomydas junodi
- Afroleptomydas kaokoensis
- Afroleptomydas karooanus
- Afroleptomydas koupicolus
- Afroleptomydas lampronotus
- Afroleptomydas lanipes
- Afroleptomydas latipennis
- Afroleptomydas lindneri
- Afroleptomydas luteocinctus
- Afroleptomydas marginipunctatus
- Afroleptomydas matetsiensis
- Afroleptomydas mauricei
- Afroleptomydas microareolatus
- Afroleptomydas microreticulatus
- Afroleptomydas milnertonensis
- Afroleptomydas namaquensis
- Afroleptomydas nigrescens
- Afroleptomydas nitens
- Afroleptomydas nitidus
- Afroleptomydas nitidusculus
- Afroleptomydas occidentalis
- Afroleptomydas omeri
- Afroleptomydas opacicinctus
- Afroleptomydas opacus
- Afroleptomydas orangiae
- Afroleptomydas ovamboensis
- Afroleptomydas paganus
- Afroleptomydas pallidipes
- Afroleptomydas patruelis
- Afroleptomydas psammophilus
- Afroleptomydas pseudolanipes
- Afroleptomydas pseudoopacus
- Afroleptomydas pulverulentus
- Afroleptomydas rubellus
- Afroleptomydas rudebecki
- Afroleptomydas rufihirtus
- Afroleptomydas rufithorax
- Afroleptomydas rusticanus
- Afroleptomydas rutilus
- Afroleptomydas saeculus
- Afroleptomydas similimus
- Afroleptomydas simulans
- Afroleptomydas sobrinus
- Afroleptomydas sodalicus
- Afroleptomydas sorbens
- Afroleptomydas stevensoni
- Afroleptomydas subclausus
- Afroleptomydas suffusipennis
- Afroleptomydas thorni
- Afroleptomydas tuliensis
- Afroleptomydas turneri
- Afroleptomydas vallicolus
- Afroleptomydas vansoni
- Afroleptomydas westermanni
- Afroleptomydas villosus
- Afroleptomydas zinni